# Nicola Rossi-Lemeni
Nicola Rossi-Lemeni (6 de noviembre de 1920 - 12 de marzo de 1991), fue un bajo de ópera italiano descendiente de rusos.
Nació en Estambul, Turquía, de padre italiano y madre rusa. Uno de los grandes bajos de su época inspiró al compositor Ildebrando Pizzetti a componer su ópera Asesinato en la catedral (Assassinio nella cattedrale) en 1958. Fue un famoso Mefistófeles, Felipe II, Borís Godunov, Oroveso, Silva, Don Basilio, Moises, Colline y todo el repertorio verdiano.
Debutó como Varlaam en Borís Godunov en 1946 en Venecia (junto a Tancredi Pasero y Boris Christoff), destacándose en La Scala entre 1947 y 1960 donde cantó los roles de su cuerda con Maria Callas, Leyla Gencer, Renata Tebaldi y Virginia Zeani con quien se casó en segundas nupcias. Su primera esposa fue la hija del director de orquesta Tullio Serafin.
Actuó también en el Teatro Colón de Buenos Aires (1949, en el debut de Callas en el teatro, 1951, 1955, 1965 y 1967) Covent Garden (1953), la Arena de Verona, Roma, San Francisco, Chicago, el Metropolitan Opera (1953-54 en Faust con Jussi Björling, Victoria de los Ángeles y Robert Merrill, seguido por Don Giovanni y Borís Godunov.
Fue además poeta y pintor. Al retirarse se dedicó a la enseñanza en el conservatorio de Bloomington, Indiana.

## Discografía referencial
- Bellini: I Puritani / Serafin, Callas, Di Stefano
- Bellini: Norma / Serafin, Callas, Fillipeschi, Stignani
- Donizetti: Anna Bolena / Gavazzeni, Callas, Raimondi
- Mozart: Le Nozze Di Figaro / Sanzogno,  Carteri
- Pergolesi: La Serva Padrona / Giulini, Carteri
- Pizzetti: Assassinio Nella Cattedrale / Gavazzeni, Gencer
- Rossini: Il Barbiere Di Siviglia / Serafin, De los Angeles
- Rossini: Il Barbiere Di Siviglia / Giulini, Callas
- Rossini: Il Turco In Italia / Gavazzeni, Callas, Gedda
- Spontini: La Vestale / Votto, Callas, Corelli, Sordello
- Verdi: Don Carlos / Capuana, Picchi, Pedrini, Barbieri
- Verdi: La Battaglia Di Legnano / Molinari-Pradelli
- Wolf-Ferrari: I quattro rusteghi / Gracis, Barbieri